# Polykarp Kusch
Polykarp Kusch (Blankenburg, 1911. január 26. –‎ Dallas, 1993. március 20.) német-amerikai fizikus volt, aki 1955-ben Willis Eugene Lambbel megosztva kapta a fizikai Nobel-díjat az elektron mágneses momentumának elméleti értékénél nagyobb voltának pontos meghatározásáért, ami a Kvantum-elektrodinamika újragondolásához és újításaihoz vezetett.

## Fiatalkora és iskolái
Kusch a németországi Blankenburgban született John Mathias Kusch, egy evangélikus misszionárius és felesége, Henrietta van der Haas gyermekeként. 1912-ben Kusch és családja az Egyesült Államokba emigrált, ahol 1922-re honosított állampolgárságot kapott. Miután a középnyugaton elvégezte az általános iskolát, Kusch a clevelandi Case Institute of Technology-ra (ma Case Western Reserve University néven ismert) járt fizika szakon. Miután 1931-ben természettudományi alapdiplomát szerzett a Case Western Reserve Egyetemen, Kusch az Illinois-i Egyetem, Urbana–Champaignben tanult, ahol 1933-ban mesterdiplomát szerzett. Tanulmányait ugyanebben az alma materben folytatta, F. Wheeler Loomis mentorálása alatt doktorált, majd miután megvédte "A cézium és a rubídium molekuláris spektruma" című disszertációját, 1936-ban diplomázott. 1935-ben, mielőtt a Minnesotai Egyetemre költözött, Kusch feleségül vette barátnőjét, Edith Starr Robertst. Három lányuk született.

## Pályafutása
Kusch ezután New Yorkba költözött, ahol 1937-től egészen az újonnan alapított Dallasban található Texasi Egyetemre való távozásáig pályafutása nagy részét a Columbia Egyetem professzoraként töltötte, és több éven át az egyetem rektoraként is szolgált. Isidor Isaac Rabi vezetésével molekulanyaláb-rezonancia vizsgálatokon dolgozott, majd felfedezte az elektron-anomálikus mágneses momentumot. Számos mágneses momentum- és hiperfinom szerkezetmérést végzett. Ezután kémiai fizikával is foglalkozott, és folytatta a molekulanyalábokkal kapcsolatos kutatásainak publikálását. A Columbián töltött ideje alatt Gordon Gould, a lézer feltalálójának doktori témavezetője volt.
Kusch 1940 óta az Amerikai Fizikai Társaság, 1959 óta pedig az Amerikai Művészeti és Tudományos Akadémia tagja volt. 1956-ban az Amerikai Tudományos Akadémia tagjává választották. 1967-ben az Amerikai Filozófiai Társaság tagjává választották.
Kusch felesége, Edith 1959-ben meghalt, a következő évben pedig feleségül vette Betty Pezzonit. Két lányuk született. A Kusch House, a Case Western Reserve Egyetem déli kampusán, az ohiói Clevelandben, egyetemi hallgatók számára fenntartott kollégium Kuschról kapta a nevét. A Cleveland Heights-i Carlton úton található. A Dallas-i Texasi Egyetemen található egy Polykarp Kusch Auditorium, amelyen egy emléktábla is található.
Kusch 1993. március 20-án hunyt el, 82 éves korában. Özvegye, Betty 2003-ban, 77 éves korában hunyt el.

## Publikációi
- Rabi, I. I. (1938). „A New Method of Measuring Nuclear Magnetic Moment”. Physical Review 53 (4), 318. o. DOI:10.1103/PhysRev.53.318.
- Rabi, I. I. (1939). „The Molecular Beam Resonance Method for Measuring Nuclear Magnetic Moments. The Magnetic Moments of 3Li6, 3Li7 and 9F19”. Physical Review 55 (6), 526–535. o. DOI:10.1103/PhysRev.55.526.
- Rabi, I. I. (1992). „Milestones in Magnetic Resonance: 'A new method of measuring nuclear magnetic moment'. 1938”. Journal of Magnetic Resonance Imaging 2 (2), 131–133. o. DOI:10.1002/jmri.1880020203. PMID 1562763.
- Kusch, P. (1948). „The Magnetic Moment of the Electron”. Physical Review 74 (3), 250–263. o. DOI:10.1103/PhysRev.74.250. PMID 17820251.

## Fordítás
- Ez a szócikk részben vagy egészben  a   Polykarp Kusch című angol Wikipédia-szócikk ezen változatának fordításán alapul.  Az eredeti cikk szerkesztőit annak laptörténete sorolja fel. Ez a jelzés csupán a megfogalmazás eredetét és a szerzői jogokat jelzi, nem szolgál a cikkben szereplő információk forrásmegjelöléseként.